# Виконавча вежа
Виконавча вежа (ісп. Torre Ejecutiva) — офіційна резиденція президента Уругваю.

## Історія

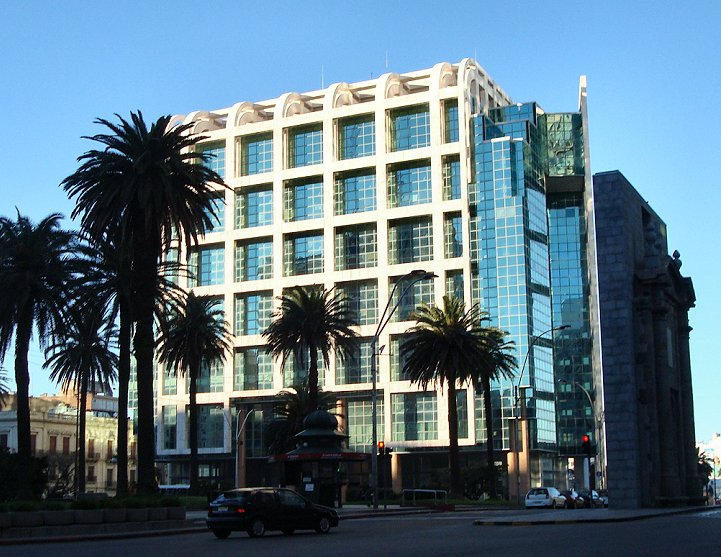

Початковий проєкт будівництва розпочато в 1965 як майбутній Палац правосуддя, але державний переворот 1973 перервав будівництво.
У 1985, до закінчення військового уряду, будівля була занадто малою для системи уругвайського правосуддя, тому проєкт залишився незавершеним протягом багатьох десятиліть, поки в березні 2006 президент Уругваю Табаре Васкес вирішив закінчити будівлю та використовувати її як доповнення до палацу Естевес. Кабінет президента перенесений туди з Ліберті-білдінг у вересні 2009, після приходу Хосе Мухіки, кандидата Широкого фронту, на пост президента Уругваю.
Насправді будівля не належить президенту Уругваю, а перебуває у віданні державної компанії Legader С.А., що відповідає за оренду офісних приміщень і фінансування робіт в будівлі.

## Архітектура
Будівля має 12 поверхів, перші 9 розділені на 2 сектори: північний, з видом на Майдан Незалежності, з кабінетом президента, управлінням планування та бюджету та національною громадянською службою; південний, з видом на набережну, з місцем засідань президента та міжнародних організацій (UNASEV і AGESIC). Решта поверхів, 10, 11 і 12, зайняті виключно урядом і президентськими службами.